# Timna (Negev)
Koordinaten: 29° 47′ 16″ N, 34° 59′ 20″ O

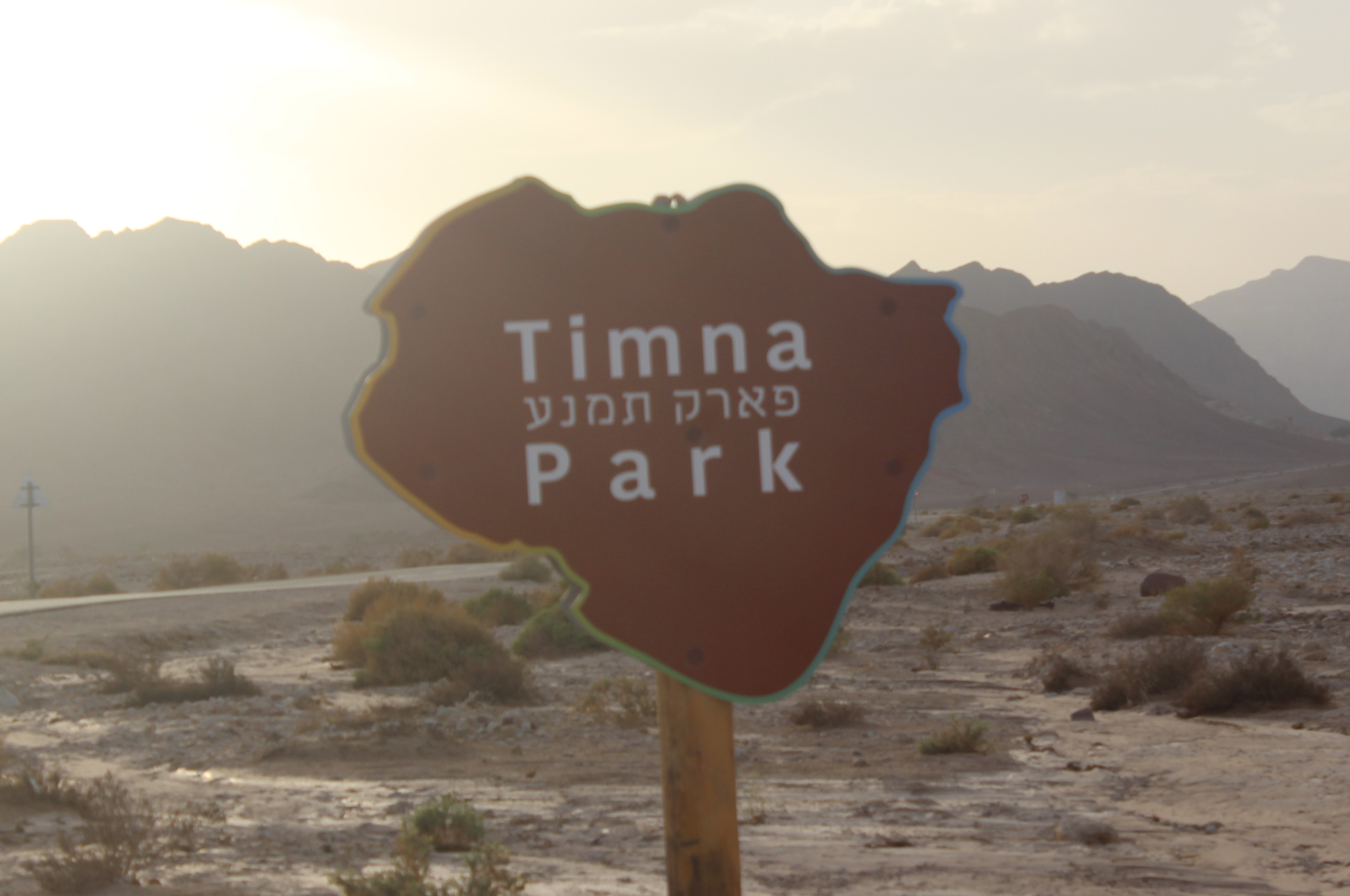
Zweisprachiges Willkommensschild des Nationalparks Timna

Timna (hebräisch תִּמְנָע) ist ein Nationalpark in Israel mit einem historischen und benachbart einem heutigen Kupferbergwerk. Dieses wurde 1955 eröffnet, 1976 geschlossen und 1980 wiedereröffnet. Der 60 km² große Nationalpark befindet sich etwa 25 Kilometer nördlich der Stadt Eilat.
Der archäologische Timna-Nationalpark mit antiken Kupferbergwerken und den Überresten einer Stadt (Churvat Timna) befindet sich westlich des heutigen Bergwerks im Wadi Arabah, unweit des Golfes von Akaba am Rande der Negev-Wüste.

## Geschichte
Die Kupferlagerstätte von Timna wurde etwa 5500 v. Chr. entdeckt und war Gegenstand ägyptischer Bergwerksexpeditionen. Diese ägyptischen Bergwerke gehören zu den ältesten bekannten Erzbergwerken der Welt. Auch die Ruinen der Kupferhütten zählen zu den ältesten der Welt. Die Bergwerke sind daher Zeugnisse aus der Zeit der Kupfersteinzeit und wurden mit großen Unterbrechungen betrieben (Saisonbergbau). Der Ethnologe Helmut Wilsdorf macht hierfür u. a. Holzmangel verantwortlich. Gegen 4500 v. Chr. erlosch der Bergbau von Timna für drei Jahrtausende, um gegen 1300 v. Chr. durch die Ägypter wiederbelebt zu werden. Etwa 50 v. Chr. nahmen die Römer den Bergbau wieder auf. Die verschiedenen Phasen lassen sich anhand der Werkzeugspuren in den Stößen unterscheiden. In den ältesten Phasen gab es noch keine Metallwerkzeuge und das Malachit wurden wahrscheinlich zuerst im Tagebau, dann mit Steinhämmern oder Faustkeilen aus den Erzgängen geschlagen. In der Zeit um 1300 v. Chr. zeigen die Gänge Bearbeitung durch Bronzewerkzeuge. In der römischen Zeit sind deutliche Spuren von gehärteten Eisenwerkzeuge zu erkennen. In der Zeit des Salomo war das Bergwerk nicht in Betrieb.
Der Archäologe Nelson Glueck entdeckte 1937 die alten Bergreviere von Timna wieder. Bei seinen Ausgrabungen wurden Reste eines ägyptischen Hathortempels und die eherne Schlange von Timna gefunden, die Spuren von Vergoldung am Kopf aufweist.
Timna gehörte zum ägyptischen Sinai-Bergrevier.

## Sehenswürdigkeiten
Wohl die beeindruckendste und interessanteste Gesteinsformation im Timna Nationalpark wird Salomons Säulen genannt. Diese wie Säulen aussehenden, riesigen Gebilde sind auf natürliche Weise durch Erosion entstanden und durch einen Wanderweg begehbar. Im oberen Teil ist eine ägyptische Inschrift erhalten. Weitere durch Erosion entstandene, pilzförmige Gesteinsformationen prägen das Gesamtbild des Nationalparks.
Eine weitere Sehenswürdigkeit ist die Nachbildung des in der Bibel erwähnten Stiftszeltes.

## Galerie

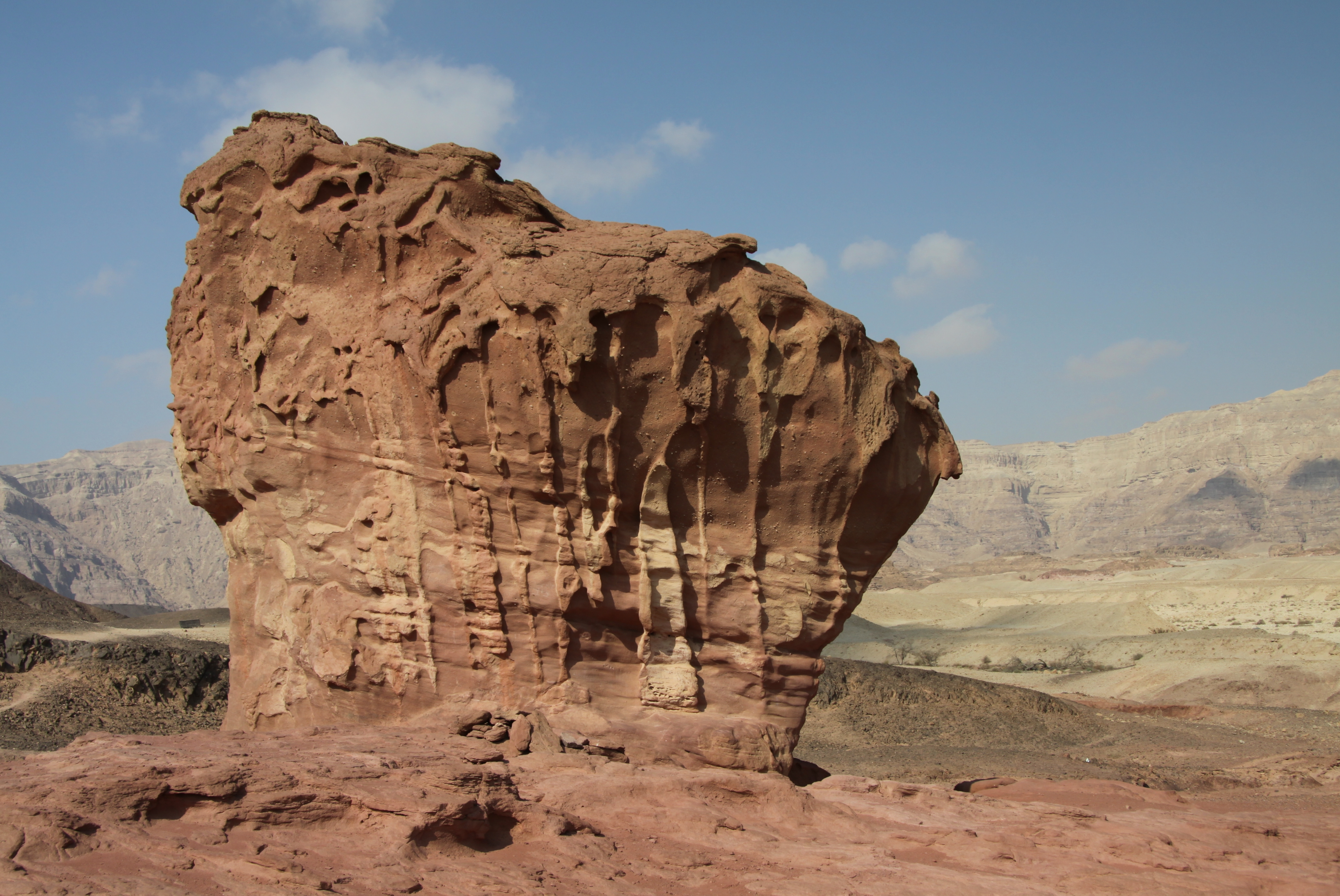
Winderosion im Nationalpark Timna
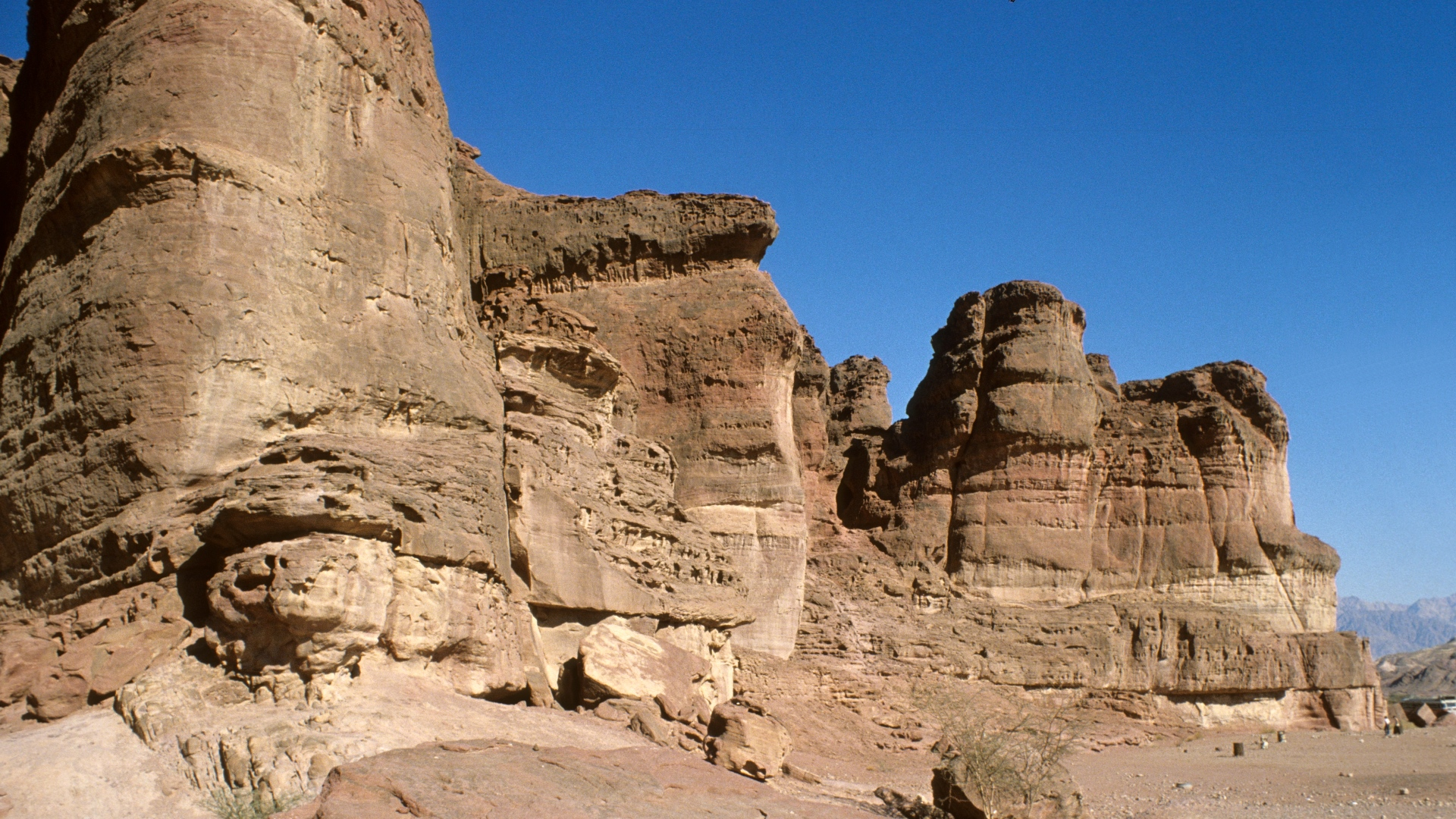
Felsformation in Timna
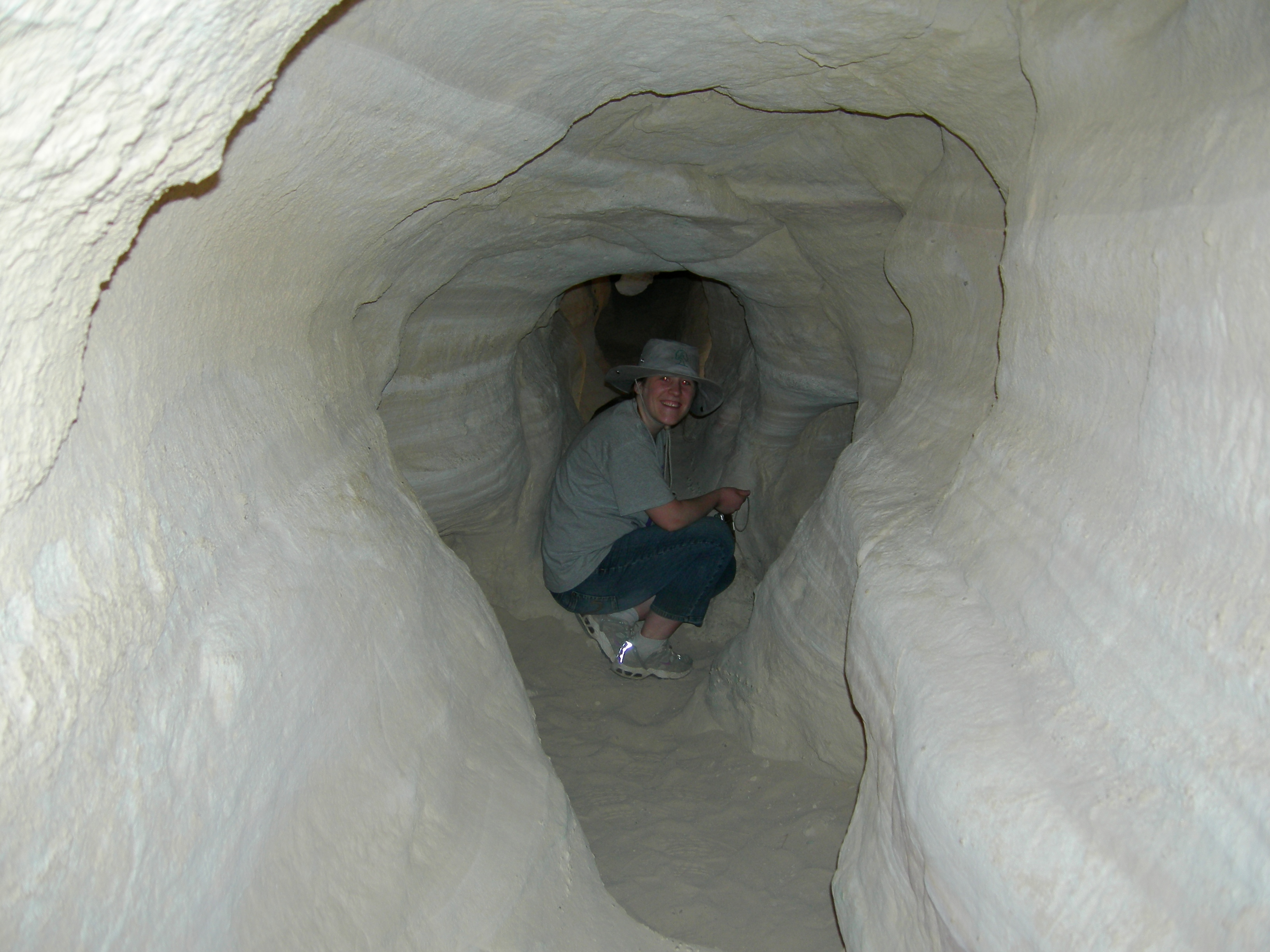
In einem altägyptischen Kupferbergwerk im Timna-Park
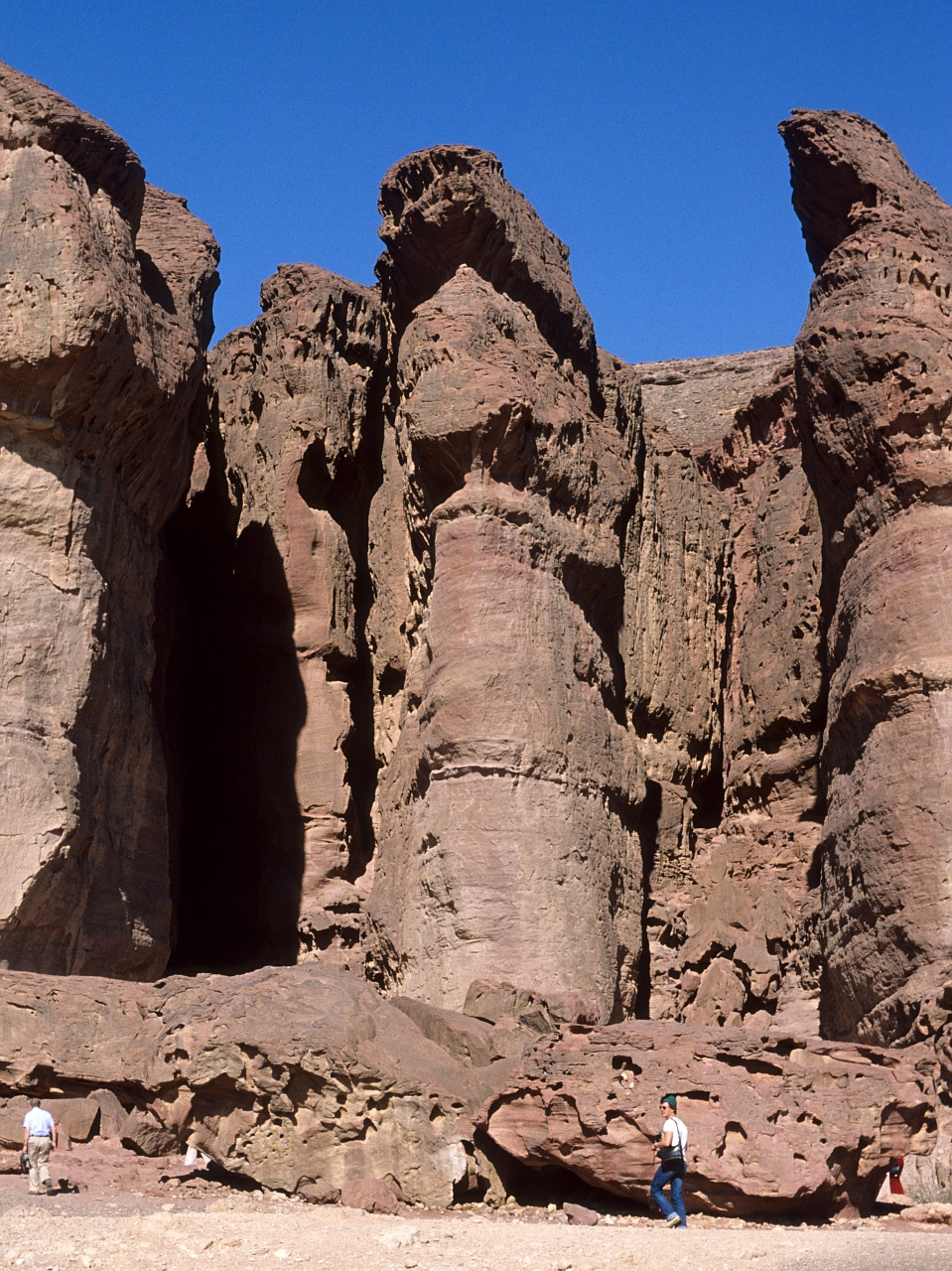
Salomons Säulen in Timna
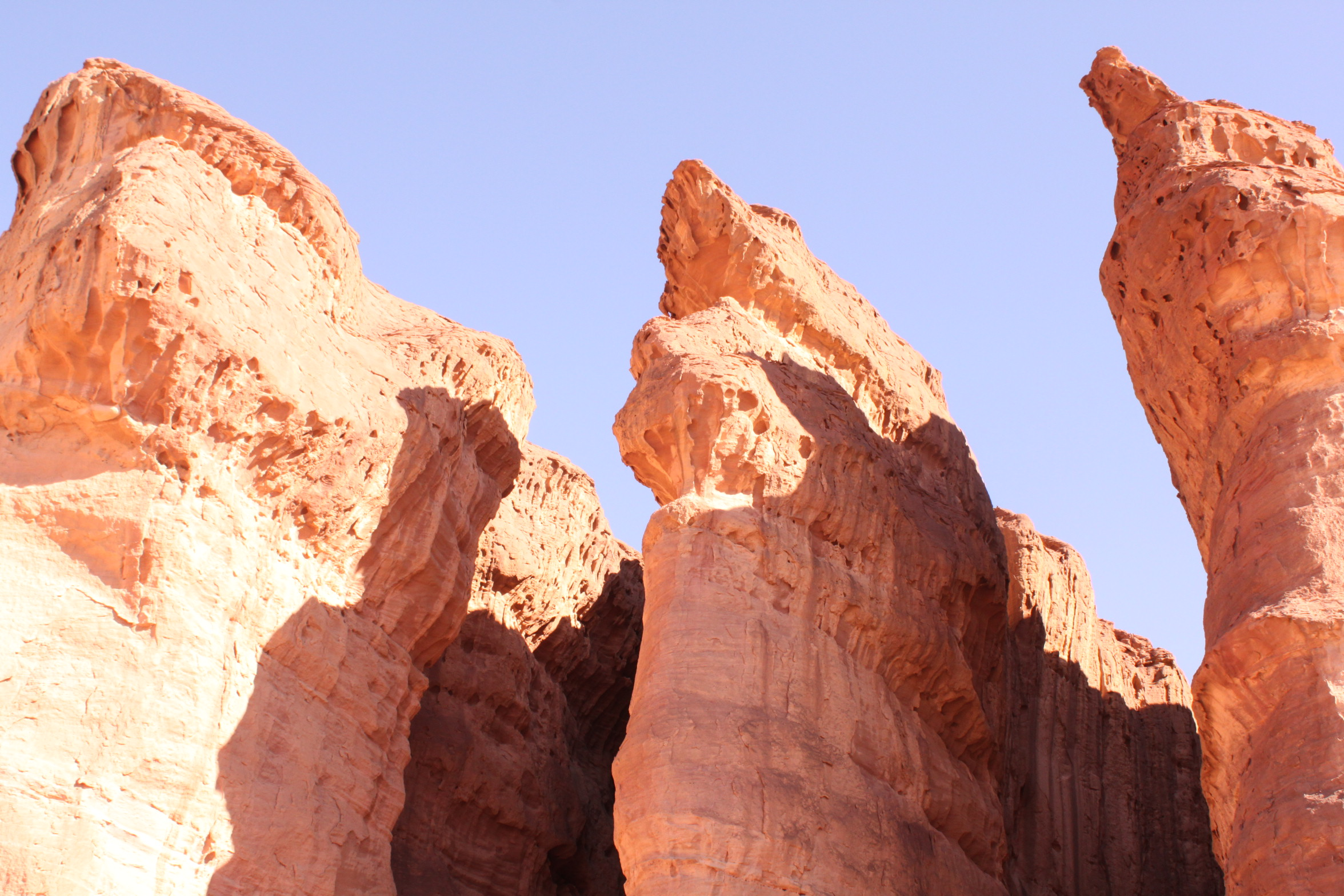
Salomonische Säulen
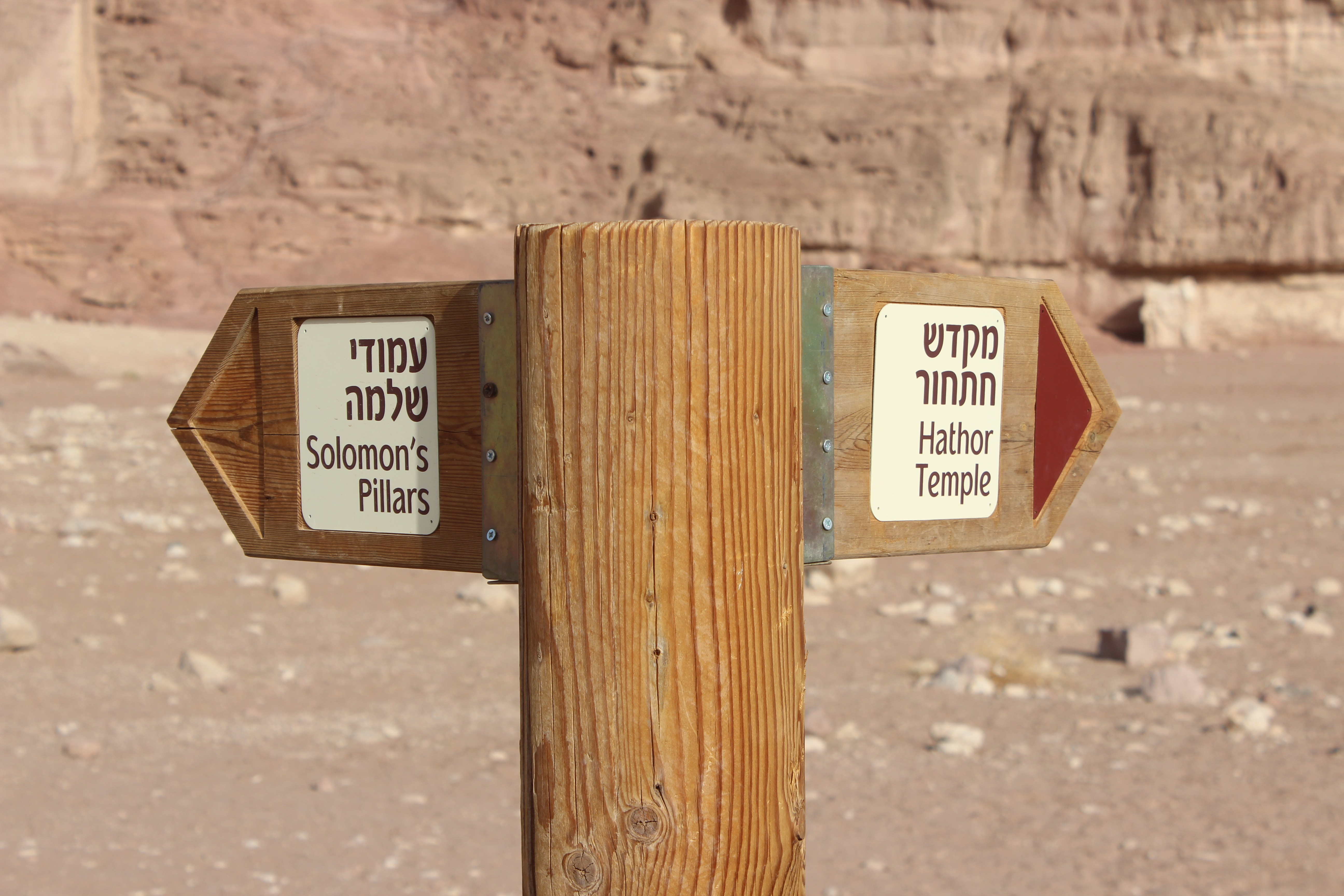
Wegweiser im Nationalpark Timna. Zu Salomons Säulen (links) und zum Hathortempel (rechts) mit zweisprachiger Beschriftung (hebräisch oben und englisch unten).
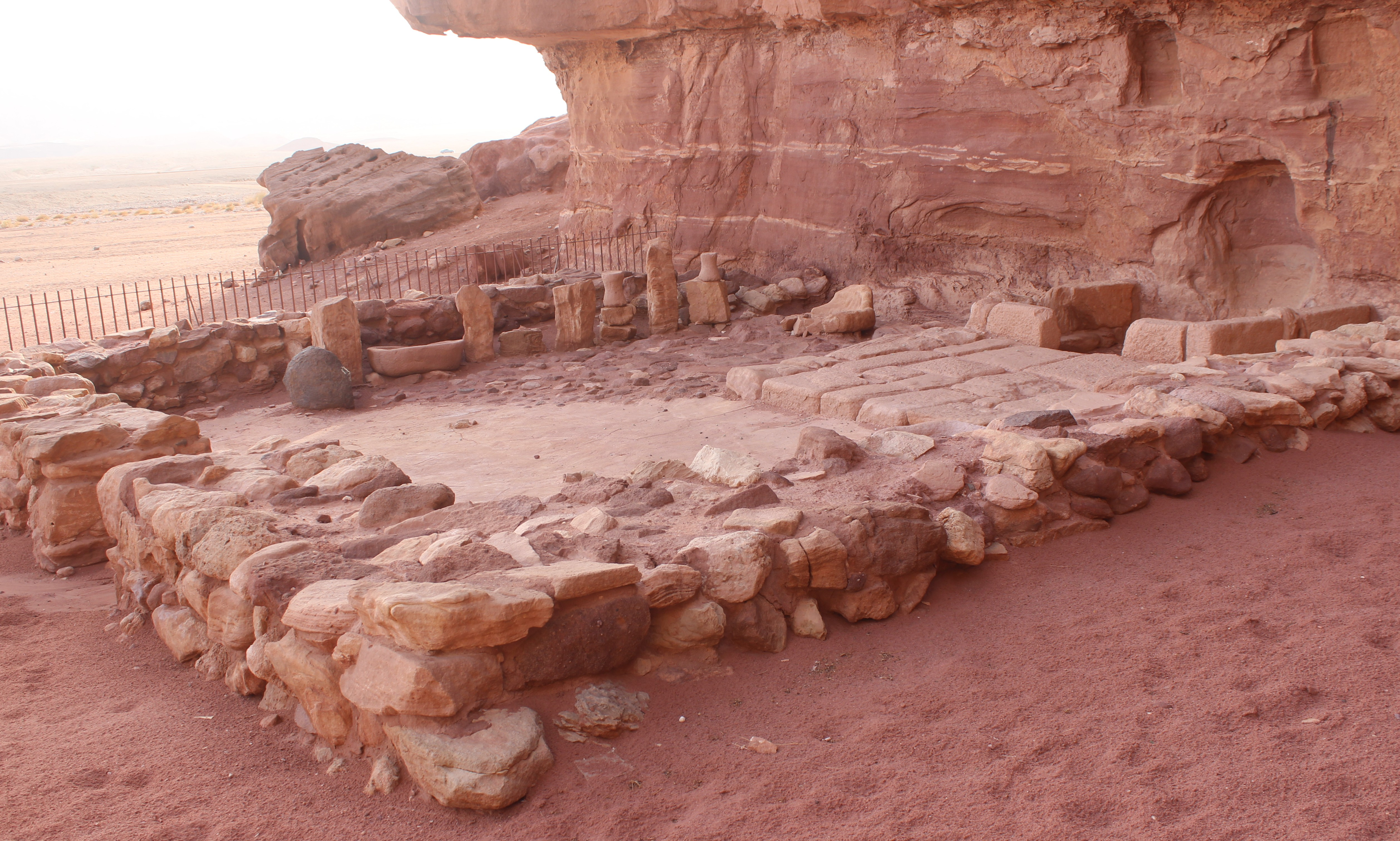
Hathortempel im Nationalpark Timna
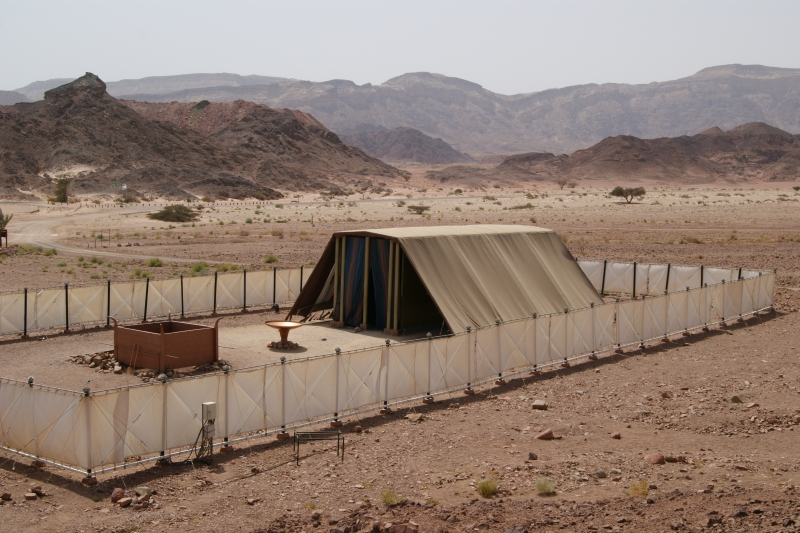
Modell der „Stiftshütte“ mit Brandopferaltar vor dem Zelt